# محطة وليام ستيتس لي الثالث للطاقة النووية
محطة وليام ستيتس لي الثالث للطاقة النووية هي محطة طاقة نووية مخططة من وحدتين في مقاطعة شيروكي في ساوث كارولينا.

## التسمية
تم تسمية المحطة باسم وليام ستيتس لي الثالث (1929–1996) الرئيس التنفيذي السابق لشركة ديك بور خلال الفترة (1982-1994).

## نبذة
```
قدمت شركة ديك بور طلب الترخيص للمحطة في 13 ديسمبر 2007 إلى 
اللجنة التنظيمية النووية الأمريكية
.
[
3
]
```

في 19 ديسمبر 2016 أصدرت اللجنة التنظيمية النووية الأمريكية ترخيصين مشتركين يأذن لديك بور ببناء وتشغيل مفاعلين AP1000 في الموقع.

## الإغلاق
في أغسطس 2017 رفعت شركة ديك بور طلب إذن من مفوضية نورث كارولينا لإلغاء المشروع بسبب إفلاس ويستينجهاوس وستحتفظ بخيار إعادة تشغيل المشروع في مرحلة ما في المستقبل إذا كانت الظروف تغيرت.

## محطة الطاقة النووية في شيروكي
الموقع مجاور لموقع محطة شيروكي للطاقة النووية والتي لم تكتمل في أوائل الثمانينيات ثم استخدمه المخرج جيمس كاميرون لاحقا كفيلم لفيلم الهاوية عام 1989.